# ドクター・ジョン

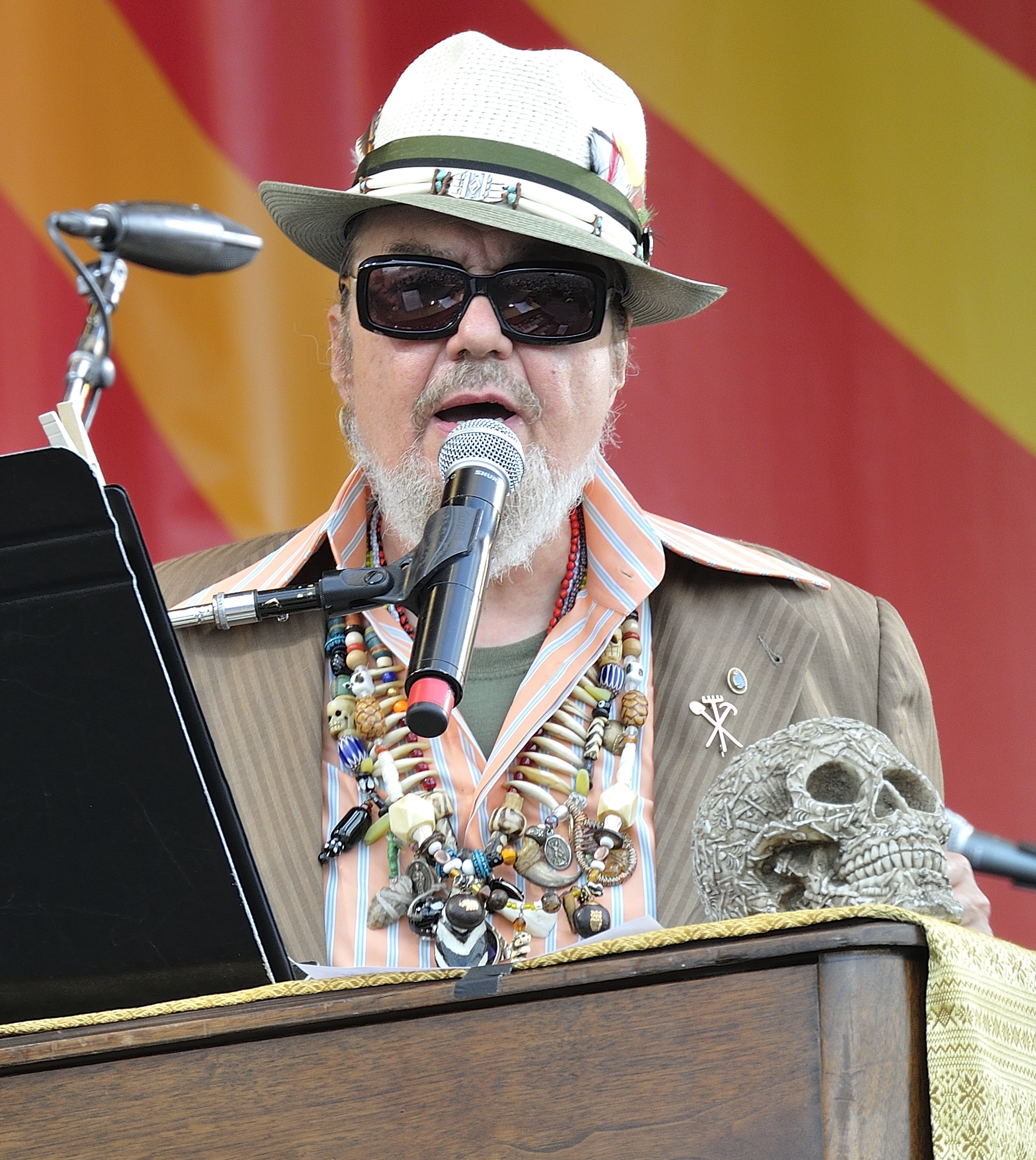
ニューオーリンズのステージで演奏（2012年4月29日）

ドクター・ジョン（Dr. John、本名Malcolm John Rebennack Jr.、1941年11月21日 - 2019年6月6日）は、アメリカ合衆国出身のミュージシャン。
10代の頃より60年以上に渡って活動した、ブルース界の重鎮として知られる。ジャズの本場ニューオーリンズを拠点に多くの足跡を残し、同地音楽文化の象徴となっている。芸名ドクター・ジョンとは、19世紀のニューオーリンズにいたブードゥー教司祭の名から。

## 略歴
ルイジアナ州ニューオーリンズ出身。1950年代からマック・レベナックの名でギタリストとして活動を始める。しかし1961年、フロリダ州のモーテルで友人のミュージシャンのロニー・バロンをかばって左手を撃たれ、薬指が不自由になりギタリストを断念。これを機にオルガン、ピアノを覚える。
その後ロサンゼルスへ渡り、作曲家などの活動を経て1967年に『グリ・グリ』でデビューする。濃厚なR&Bのセンスとニューオーリンズならではのブードゥー教文化を背景にしたサイケデリックな音楽性はキワモノ的なものであったが、収録曲「アイ・ウォーク・オン・ギルデッド・スプリンターズ」は、後にハンブル・パイやポール・ウェラーにカヴァーされた。1972年の『ガンボ』はニューオーリンズの古いポピュラー音楽を蘇らせた試みとして高い評価を受けた。同年には、ローリング・ストーンズ『メイン・ストリートのならず者』にバック・コーラスでゲスト参加、ボビー・チャールズのデビュー作『ボビー・チャールズ』にも参加している。
1973年の『イン・ザ・ライト・プレイス』からのシングル「ライト・プレイス・ロング・タイム」は、全米9位の成功を収め、同年にはコロムビア・レコードからジョン・P・ハモンド、マイク・ブルームフィールドとのコラボレーション・アルバム『三頭政治』がリリースされた。1976年11月25日にはザ・バンドの解散コンサートにゲスト参加し、その時の模様は、映画『ラスト・ワルツ』でも紹介された。
1979年には、プロフェッサー・ロングヘアの遺作となったアルバム『クロウフィッシュ・フィエスタ』に全面参加。ロングヘアがピアニストであるため、ここでは原点に戻りギターを弾いている。
『イン・ア・センチメンタル・ムード』（1989年）収録曲「メイキン・フーピー!」は、グラミー賞の最優秀ジャズ・ボーカル・パフォーマンス賞に輝き、彼にとって初のグラミー受賞となった。1992年のアルバム『ゴーイン・バック・トゥ・ニューオーリンズ』は、『ガンボ』と同様ニューオーリンズの古い音楽を取り上げた作品で、同アルバムはグラミー賞の最優秀トラディショナル・ブルース・アルバム賞を受賞。
1994年のアルバム『テレヴィジョン』では、レッド・ホット・チリ・ペッパーズのアンソニー・キーディスと共演。1998年には、ドクター・ジョンも劇中バンド「ルイジアナ・ゲーター・ボーイズ」の一員として出演した映画『ブルース・ブラザース2000』が公開された。同年リリースのアルバム『アナザー・ゾーン』には、ポール・ウェラーやスピリチュアライズドのメンバーを含む多数のイギリス人ミュージシャンが参加し、同作によって初の全英アルバムチャート入りを果たした。
1999年、ドクター・ジョンがゲスト参加したB.B.キングのアルバム『レット・ザ・グッド・タイムス・ロール〜ザ・ミュージック・オブ・ルイ・ジョーダン』がリリースされる。同アルバムに収録された「Is You Is or Is You Ain't My Baby?」によって、キングと共にグラミー賞の最優秀ポップ・コラボレーション・ウィズ・ボーカル賞を受賞した。1999年には、デューク・エリントンの楽曲を取り上げたトリビュート・アルバム『デューク・エレガント-ドクター・ジョン、エリントンを歌う-』発表。
2005年、故郷ニューオーリンズがハリケーン・カトリーナにより甚大な被害を受けたのに伴い、同年11月にチャリティEP『Sippiana Hericane』をリリースした。2008年のアルバム『シティ・ザット・ケア・フォーガット』もカトリーナ後のニューオーリンズを題材とした作品で、第51回グラミー賞において最優秀コンテンポラリー・ブルース・アルバム賞を受賞し、自身5度目のグラミー受賞となった。
2008年、細野晴臣のトリビュート・アルバム、『細野晴臣 STRANGE SONG BOOK-Tribute to Haruomi Hosono 2』に参加。楽曲、「AIWOIWAIAOU（アイウォイワイアオウ）」をカヴァー。
その後も精力的に活動を続け、ニューオーリンズの音楽文化を体現する存在として尊敬を集めている。スタジオ・ミュージシャンとしても幅広く活躍し、共演者はカーリー・サイモン、ジェシ・エド・デイヴィス、リンゴ・スター、プロフェッサー・ロングヘア、ジョニー・ウィンター、ダーティー・ダズン・ブラス・バンド他多数。
2011年にはロックの殿堂入りをしている。
2013年の第55回グラミー賞では、アルバム『ロックト・ダウン』で最優秀ブルース・アルバム賞を受賞し、自身6度目のグラミー受賞を果たした。コンコード・レコードから2014年に発表されたルイ・アームストロングのトリビュート・アルバム『スピリット・オブ・サッチモ』には、ボニー・レイット等のボーカリストや、テレンス・ブランチャード等のトランペット奏者がゲスト参加した。
2019年6月6日、心臓発作のため77歳で死去。

## ディスコグラフィ
- 1968年 Gris-Gris (Atco)
- 1969年 Babylon (Atco)
- 1970年 Remedies (Atco)
- 1971年 The Sun, Moon & Herbs (Atco)
- 1972年 Dr. John's Gumbo (Atco)
- 1973年 In The Right Place (Atco)
- 1973年 Triumvirate (Columbia / with Mike Bloomfield, John Hammond Jr.)
- 1974年 Desitively Bonnaroo(Atco)
- 1975年 Hollywood Be Thy Name (United Artists)
- 1978年 City Lights (Horizon)
- 1979年 Tango Palace (Horizon)
- 1981年 Dr. John Plays Mac Rebennack (Clean Cuts)
- 1983年 The Brightest Smile in Town (Clean Cuts)
- 1989年 In a Sentimental Mood (Warner Bros.)
- 1992年 Goin' Back to New Orleans (Warner Bros.)
- 1994年 Television (GRP)
- 1995年 Afterglow (Blue Thumb)
- 1997年 Trippin' Live (Wind-up)
- 1998年 Anutha Zone (Virgin)
- 1999年 Duke Elegant (Blue Note)
- 2001年 Creole Moon (Blue Note)
- 2003年 All By Hisself: Live at the Lonestar (Skinji Brim)
- 2004年 N'Awlinz: Dis Dat or d'Udda (Blue Note)
- 2005年 Live at Montreux, 1995 (Eagle Rock)
- 2005年   Sippiana Hericane (Blue Note)
- 2006年 Mercernary (Blue Note)
- 2008年 City That Care Forgot (429)
- 2010年 Tribal(429)
- 2012年 Locked Down (Nonesuch)
- 2014年 Ske-Dat-De-Dat: The Spirit of Satch (Concord)
- 2022年 Things Happen That Way (Rounder)